# 利勒鲁斯站
利勒鲁斯站是法国的一个铁路车站，位于法国科西嘉城市利勒鲁斯。该站位于科西嘉岛上，不与法国本土的铁路网连接。

## 位置
利勒鲁斯站位于法国科西嘉岛的北部偏西，利勒鲁斯市区北部，距离海岸线仅30米。车站大致呈东西走向，开口朝北，主站房亦位于铁路线北侧。乘客可通过车站东侧的铁路平交道口步行进入利勒鲁斯市区。

## 设施
利勒鲁斯站设有人工售票窗口。

## 运营
利勒鲁斯站由科西嘉铁路公司（Chemin de fer de la Corse，简称CFC）运营，不与法国国家铁路公司（SNCF）联网，站内也只出售科西嘉境内的车票。

## 停靠线路
以下列车线路在利勒鲁斯站停靠：
| 利勒鲁斯站列车线路表 |              |              |        |              |
| 线路                 | 车种         | 上一站       | 下一站 | 大致运行频率 |
| 巴斯蒂亚—卡尔维      | Grande Ligne | 蒙蒂塞洛营地 | 博德里 | 每天1~2趟    |
| 利勒鲁斯—卡尔维      | Petite Ligne | （起点）     | 博德里 | 每天5~6趟    |
| 1.                   |              |              |        |              |

## 配套交通

### 城际客运
| 停靠利勒鲁斯站的大巴车 |                                | |
| 上下车地点             | 运营单位                       | 主要目的地 |
| 利勒鲁斯市区内         | 科西嘉公共交通公司 Corsica Bus | - 全年运行：卡尔维、巴斯蒂亚 - 全年运行，每周仅一班：斯佩隆卡托、贝尔戈代尔、奥基亚塔纳 - 仅夏季运行（7、8月）：圣弗洛朗 |
| 利勒鲁斯站附近         | CFC                            | （仅当某条铁路线施工或罢工时，CFC可能会提供途径该线路沿途站点的大巴车）                                                  |
| 1. 2. 3.               |                                | |

### 市内交通
利勒鲁斯站附近暂无城市公共交通。

## 临近车站
| 利勒鲁斯站（Gare de L'Île-Rousse） |                      |                  |
| 上行车站                           | 线路                 | 下行车站         |
| 蒙蒂塞洛营地站 2.2km ←             | 蓬泰莱恰－卡尔维铁路 | 博德里站 → 2.6km |
| - 本表仅显示运营中的线路及车站     |                      |                  |